# نورمن وارویک
نورمن وارویک (انگلیسی: Norman Warwick؛ ‏ ۱۴ ژوئیهٔ ۱۹۲۰ – ۲۶ اوت ۱۹۹۴) فیلم‌بردار اهل بریتانیا بود.
از فیلم‌هایی که وی در آن‌ها نقش داشته‌است، می‌توان به دکتر و شیاطین و آخرین دره اشاره نمود.